# Ramal F25 del Ferrocarril Belgrano
El Ramal F25 pertenece al Ferrocarril General Belgrano, Argentina. Fue creado en 2019, para posibilitar que el tren llegue a las terminales cerealeras del cordón industrial. Este ramal es uno de los últimos construidos en todos los ferrocarriles argentinos.

## Características
Es un ramal secundario de la red de Trocha Angosta del Ferrocarril General Belgrano, cuya extensión es de solo 11 km entre Oliveros y Timbúes. Se constituye por un desvío del Ramal F1, una playa que cuenta con tres vías y una capacidad de maniobra para 450 vagones que mejora la rotación de los trenes y agiliza la descarga en las terminales, un puente de 100 metros sobre el Río Carcarañá. una estación de servicio con capacidad de abastecimiento de combustible de aproximadamente 16 locomotoras por día y una mesa giratoria para el Re perfilado de las locomotoras que permite armar los trenes con la fuerza tractiva hacia adelante
Cabe señalar que la La Ribera forma parte del proyecto del polo agroexportador Timbués que, a partir de inversiones público-privadas, busca incorporar al ferrocarril a la matriz productiva regional vinculando de forma directa los trenes a las terminales portuarias y que incluyó también la construcción (con aportes privados) de  cinco accesos a las terminales que aumentan la cantidad y velocidad de las descargas de cereales y oleaginosas procedentes del centro y el norte del país con destino a la exportación ,mediante la Hidrovía del río Paraná.